# Ibarlucea
Ibarlucea är en ort i Argentina.   Den ligger i provinsen Santa Fe, i den centrala delen av landet, 300 km nordväst om huvudstaden Buenos Aires. Ibarlucea ligger 26 meter över havet och antalet invånare är 2 549.
Terrängen runt Ibarlucea är mycket platt. Runt Ibarlucea är det tätbefolkat, med 550 invånare per kvadratkilometer.. Närmaste större samhälle är Rosario, 18,0 km sydost om Ibarlucea.
Trakten runt Ibarlucea består till största delen av jordbruksmark.